# Ásotthalom
Ásotthalom nagyközség Csongrád-Csanád vármegyében, a Mórahalmi járásban.

## Fekvése
A Duna–Tisza közi homokhátságon, a Bácskai-síkvidéken helyezkedik el, Szegedtől mintegy 30 kilométerre nyugatra, a magyar-szerb határ közelében. A környék tanyavilágának központja. Környéke erdős, homokos, gazdaságát a szőlészet és a vadászat jellemzi.

### Megközelítése
A település legfontosabb közúti megközelítési útvonala az 55-ös főút, mely a központjától alig 2 kilométerre északra halad el. Mórahalommal az 5511-es, Kelebiával pedig az 5509-es út kapcsolja össze.
2011-ben elkészült a közúti kapcsolat helyreállítása a 8 kilométerre délkeletre fekvő Királyhalom (Bácsszőlős) felé, majd 2013. május 16-án a határátkelőhely is felavatásra került, s 7 és 19 óra között minden nap üzemel.

## Története
Balla Antal 1778. évi szegedi határtérképén és a vele egykorú városi iratokban bukkant föl először az Ásotthalom, mint helynév, amely az „Ásott Halom” elnevezésű homokdomb körüli szállásokat jelölte. A 19. század elején erdősítéssel próbálták a futóhomokot megkötni. 
A 19. század közepén Ásotthalom Várostanya (Szeged város tanyája) néven kezdett tanyaközponttá fejlődni. 1927-től a Szegedi Kisvasút összekötötte Szegeddel. A kisvasút naponta kétszer a mai Halastelekig vitte az utasokat, de 1975-ben működését megszüntették. 
Ásotthalom 1950-ben az átokházi kapitányság és a királyhalomi kapitányság területének egy részén vált önálló községgé. 2014-ben kapta meg a nagyközség címet.

## Közélete

### Polgármesterei
| Polgármester | Polgármester        | Polgármester        | Megjegyzés                             |
| ------------ | ------------------- | ------------------- | -------------------------------------- |
| 1990–1994    | Dr. Krisztin András | SZDSZ               |                                        |
| 1994–1998    | Dr. Krisztin András | független           |                                        |
| 1998–2002    | Petró Ferenc        | FKgP-MDF-Fidesz     |                                        |
| 2002–2006    | Petró Ferenc        | független           |                                        |
| 2006–2010    | Petró Ferenc        | független           |                                        |
| 2010–2013    | Petró Ferenc        | Fidesz-KDNP         | a képviselő-testület feloszlatta magát |
| 2013–2014    | Toroczkai László    | független           | Időközi választás 2013. december 15.   |
| 2014–2019    | Toroczkai László    | Jobbik              |                                        |
| 2019–2022    | Toroczkai László    | Mi Hazánk-MIÉP-FKgP | hivataláról lemondott                  |
| 2022–2024    | Papp Renáta         | független           | Időközi választás 2022. augusztus 7.   |
| 2024–        | Papp Renáta         | független           |                                        |

## Népesség
A település népességének alakulása:
| Lakosok száma | 3841 | 3855 | 3856 | 3749 | 3634 | 3649 | 3682 |
|               | 2013 | 2014 | 2017 | 2021 | 2022 | 2023 | 2024 |

2001-ben a település lakosságának közel 100%-a magyar nemzetiségűnek vallotta magát. A 2011-es népszámláláson a lakónépesség 4122 fő volt, amely közül 92 fő vallotta magát hazai nemzetiségek közé tartozónak – 4 horvát, 7 szerb, 16 cigány (romani, beás), 24 román, 34 német – illetve 24 fő „egyéb” kategóriába tartozónak. Ugyanekkor a vallási megoszlás a következő volt: római katolikus 60,4%, református 2,7%, evangélikus 0,3%, felekezeten kívüli 14,7% (20,3% nem nyilatkozott).
2022-ben a lakosság 88,9%-a vallotta magát magyarnak, 0,9% németnek, 0,5% cigánynak, 0,3% románnak, 0,2% bolgárnak, 0,2% szerbnek, 0,1-0,1% szlováknak és horvátnak, 2,1% egyéb, nem hazai nemzetiségűnek (10,6% nem nyilatkozott; a kettős identitások miatt a végösszeg nagyobb lehet 100%-nál). Vallásuk szerint 36,5% volt római katolikus, 1,6% református, 0,2% görög katolikus, 0,2% evangélikus, 1,6% egyéb keresztény, 1,7% egyéb katolikus, 14,1% felekezeten kívüli (43,9% nem válaszolt).

## Nevezetességei

### Látnivalók
- Rózsa Sándor Élményház

Az élményház 2014 nyarán nyílt meg, benne az Ásotthalom vidékéhez megannyi szállal kötődő Rózsa Sándor korából származó tárgyak és képek, valamint egy filmvetítő terem található, emellett pedig berendezték a betyárvezér börtöncellájának utánzatát is, ahol Rózsa Sándor élethű szobra szóban is köszönti a látogatókat: a hangfelvétel a legendás betyárvezér ükunokájától származik. Az élményház előtt három faszobor áll: az egyik magát Rózsa Sándort ábrázolja, a másik Pipás Pistát, a harmadik pedig – a híres szegedi boszorkányperekre utalva – egy boszorkányt.
- Ruzsafa

A bajai út mellett, a 31-es kilométerkő közelében áll egy évszázados nyárfa. A hagyomány azt tartja, hogy Rózsa Sándor ezen a nyárfán talált menedéket üldözői elől.
- Kiss Ferenc Emlékerdő

Az Emlékerdőt 1944-ben Csongrád vármegyében másodikként nyilvánították védett területté. A terület Kiss Ferencnek, „a szegedi erdők atyjának” is emléket kíván állítani. Területe ma 17 hektár. Kiss Ferenc javaslatára 1886-tól természeti emlékként kívánták fenntartani az utókor számára. Az elmúlt 118 évben a területen nem végeztek erdészeti munkálatokat, ezáltal egy sajátos erdőrezervátum alakult ki.
- Római katolikus templom

Először 1928-ban a templom melletti plébánialak készült el, ezt követte 1931-ben a Kövér Tibor és Szojka Jenő mérnökök terve alapján épült templom. A freskókat Parobek Alajos készítette, a templom díszítésében közreműködött Szabó Géza műötvös, Barth Ferenc egyházművész, Kopff Ferenc és Kocsis Ferenc műbútorasztalos. Ide kerültek az 1920-as években lebontott szegedi Szent Demeter-templom tölgyfa padjai, orgonája és négy faszobra. Az egyhajós, neoromán és neoreneszánsz stílusú templom kivitelezéséhez a környékbeli tanyák lakossága ingyen fuvarral és segédmunkával járult hozzá.
- Ásotthalmi Láprét – Csodarét

1988-ban Fűzné Kószó Mária biológia szakos tanárnő fedezte fel. 1992-ben országos jelentőségű természetvédelmi területté nyilvánították a 95 hektárnyi Csodarétet. 251 magasabb rendű növényfaj található itt, melyek közül 15 faj fokozottan védett, illetve védett kategóriába tartozik. A Láprét alacsony buckasorokkal határolt semlyék, ahol a változatos talajfelszínnek köszönhetően gazdag növényvilág maradhatott fenn. A terület egyik legnagyobb növénytani értéke a kora tavasszal virágzó egyhajúvirág. A másik kiemelkedő természeti érték a fokozottan védett mocsári kardvirág. A növényvilág mellett igen gazdag az állatvilága is. A területen egy tízállomásos, 4 km hosszú tanösvényt alakítottak ki.
- Szent Erzsébet-kápolna – Back-kápolna

Back Bernát szegedi polgár 1937-ben a felső-ásotthalmi erdőben a bajai út mellett korán elhunyt fia, Begavári Back Ottó emlékére kápolnát építtetett. A kápolnát Czike Gábor tervezte. Vakolatlan szürke téglaépület, előterében különösen részletgazdag, fából készült parabolaívek láthatók. Az Erzsébet nevet az alapító feleségéről és annak védőszentjéről, Árpád-házi Szent Erzsébetről kapta, de Nagyboldogasszony tiszteletére van felszentelve. Az egykor a homlokzati fülkében állt Erzsébet-szobrot ellopták.
- Homokháti strandfürdő

2013-ban nyílt meg.
- Gátsori Tanyamúzeum
- Szent István-szobor

A település szívében, a 2002-ben átadott központi parkban található, amely a 2003-ban a Falunap és Kenyéráldás ünnepén kapta a Szent István-park nevet. Ekkor avatták fel a Serban Bonaventura által faragott fehér márvány szobrot.
- Magyar Mártíromság Emlékmű. Az alkotás az 1944-45-ös délvidéki magyarellenes népirtás áldozatainak állít emléket. Tóbiás Klára alkotását 2012. szeptember 19-én avatták fel az épülő határátkelőhely közelében. Az emlékművet a Hatvannégy Vármegye Ifjúsági Mozgalom emeltette.[27]

- Szilágyi Mihály-szobor

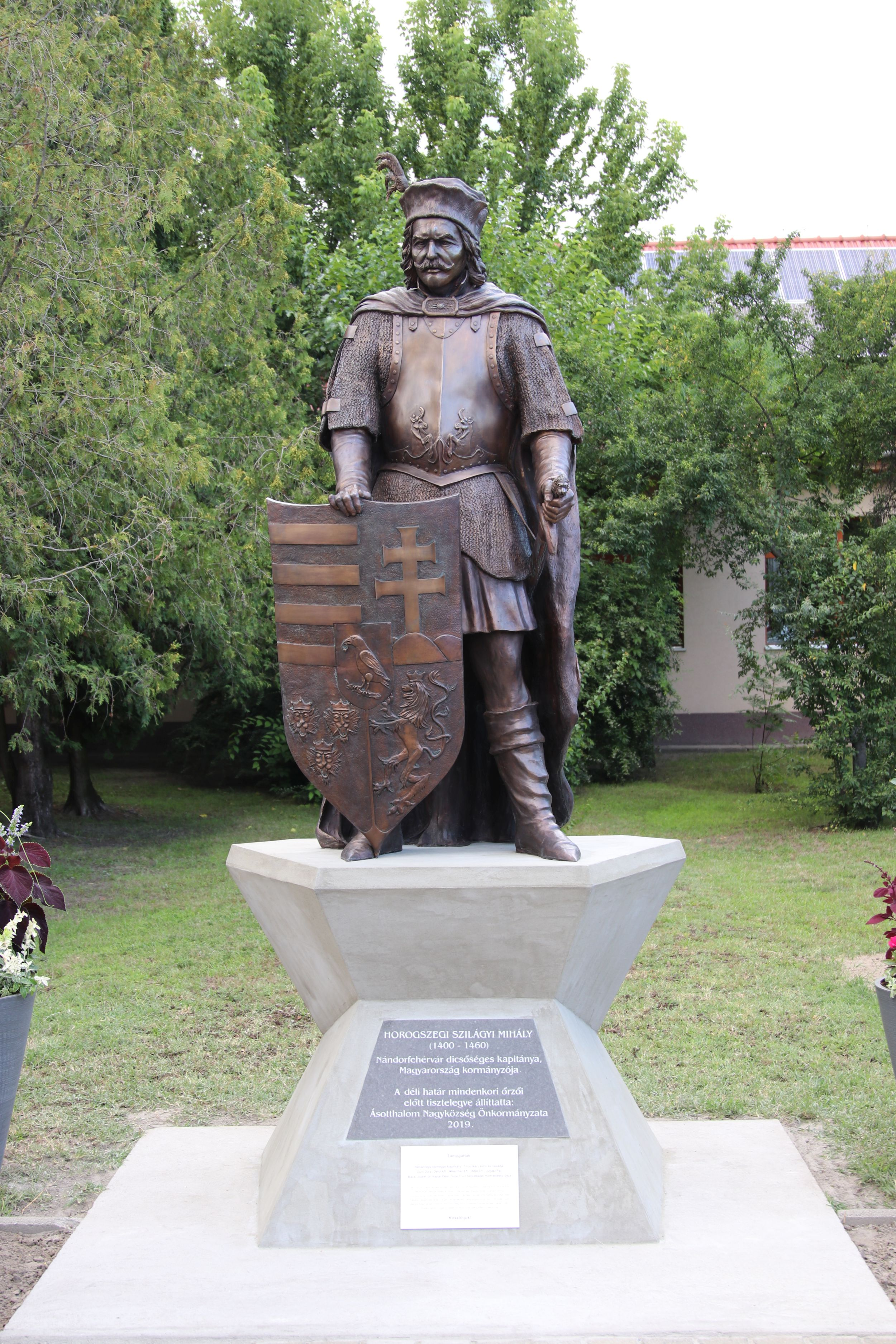

A történelem első  Szilágyi Mihály-szobrát 2019-ben avatták fel a Szent István téren, a Polgármesteri Hivatal előtt. Az életnagyságú, mintegy ötszáz kilós, bronzból készült emlékmű  Megyeri János szobrászművész alkotása. Toroczkai László polgármester kezdeményezésére közadakozásból állították.
- Rongyos Gárda-emlékmű. Megyeri János alkotását, amely a Rongyos Gárdára emlékezik meg, 2022-ben avatták fel a település központjában található Szent István téren.[29]

### Rendezvények
- Rózsa Sándor Fesztivál – 2013 óta rendezik meg.[30]
- Batátafesztivál – 2011 óta rendezik meg.[31] Ásotthalom területén jelentős mennyiségben termelnek batátát.[32]
- DIRT-fesztivál – 2015 óta kerül megrendezésre, a Gárgyán-erdő melletti területen.16

## Oktatás
- Bedő Albert Erdészeti Szakgimnázium, Szakközépiskola és Kollégium.[33]

## Sportcsapat(ok)
- Ásotthalmi TE, Labdarúgás. A csapat a Csongrád-Csanád megyei IV. osztály Homokhát csoportjában szerepel.

## Nevezetes szülöttei, lakói
- Sok szállal kötődik Ásotthalomhoz Rózsa Sándor, a legendás betyárvezér. Rendszeresen látogatta a Csongrád és Bács-Bodrog vármegyék határán felépült csárdát, és ma is áll a híres Ruzsa-fa, amelyen a történet szerint elrejtőzött az őt üldöző zsandárok elől.[32]
- Az Átokházaként ismert tanyavilágban született és tevékenykedett Pipás Pista bérgyilkosnő (1886–1940).[34]
- Mintegy 15 évig Ásotthalmon élt Révész Sándor, a Generál és a Piramis együttesek énekese.[35]

## Testvérvárosok
- Kászon, Románia
- Királyhalom, Szerbia

## A település az irodalomban
- Az Ásotthalomhoz tartozó Átokháza neve megjelenik Móra Ferenc több művében is; ott játszódik Mihály folyamatbatétele című elbeszélése (megjelent az író Parasztjaim című kötetében).